# Monte Cantabria (Logroño)
El denominado Cerro de Cantabria o comúnmente por los lugareños Monte Cantabria es un término o lugar del municipio de Logroño, La Rioja en España. Su parte suroeste se eleva frente a esta ciudad cortada por un precipicio de 120 metros en el margen izquierdo del río Ebro que discurre a su falda. La cumbre alcanza una altitud de 500,80 m s. n. m.
Sobre este cerro hay una extensa cumbre llana de unos cuatro por dos kilómetros destinada principalmente al cultivo de la vid y en su parte sur, junto al desnivel escarpado existen restos arqueológicos de un recinto amurallado y torreado de origen celta del pueblo de los berones, probablemente el castro defensivo de la prerromana ciudad de Varia o Vareia, situada en el término municipal aledaño denominado La Custodia, en Viana, Navarra y posteriormente de la Vareia romana situada en el actual barrio logroñés de Varea. En su parte suroeste, junto al río Ebro, existen restos de un antiguo puerto fluvial de la época romana o visigótica.
En la cima de este monte también se han encontrado restos fósiles de la especie elephas antiquus pertenecientes al segundo período interglaciar, en el Cuaternario Medio.
Próximo al monte Cantabria pasa el Camino de Santiago Francés, G.R.- 65, en sus primeros pasos por tierras riojanas.

## Geomorfológica
Es una terraza aluvial del cuaternario como muestran los cantos rodados de origen fluvial que se encuentran en la cima plana. Ahí se muestra la acción erosiva del río Ebro, ubicado actualmente 125 m por debajo de la cumbre. Son llamativas las terrazas también de origen fluvial, resultado de la acción de transporte, deposición y erosión practicada por el Ebro. Estas terrazas están situadas al noroeste y oeste del monte. Este hecho resulta visible por el crestón casi en vertical que cae desde la cima del monte hasta la carretera y el río que deja ver diferentes estratos, útiles para el historial geológico de este lugar.

## Historia

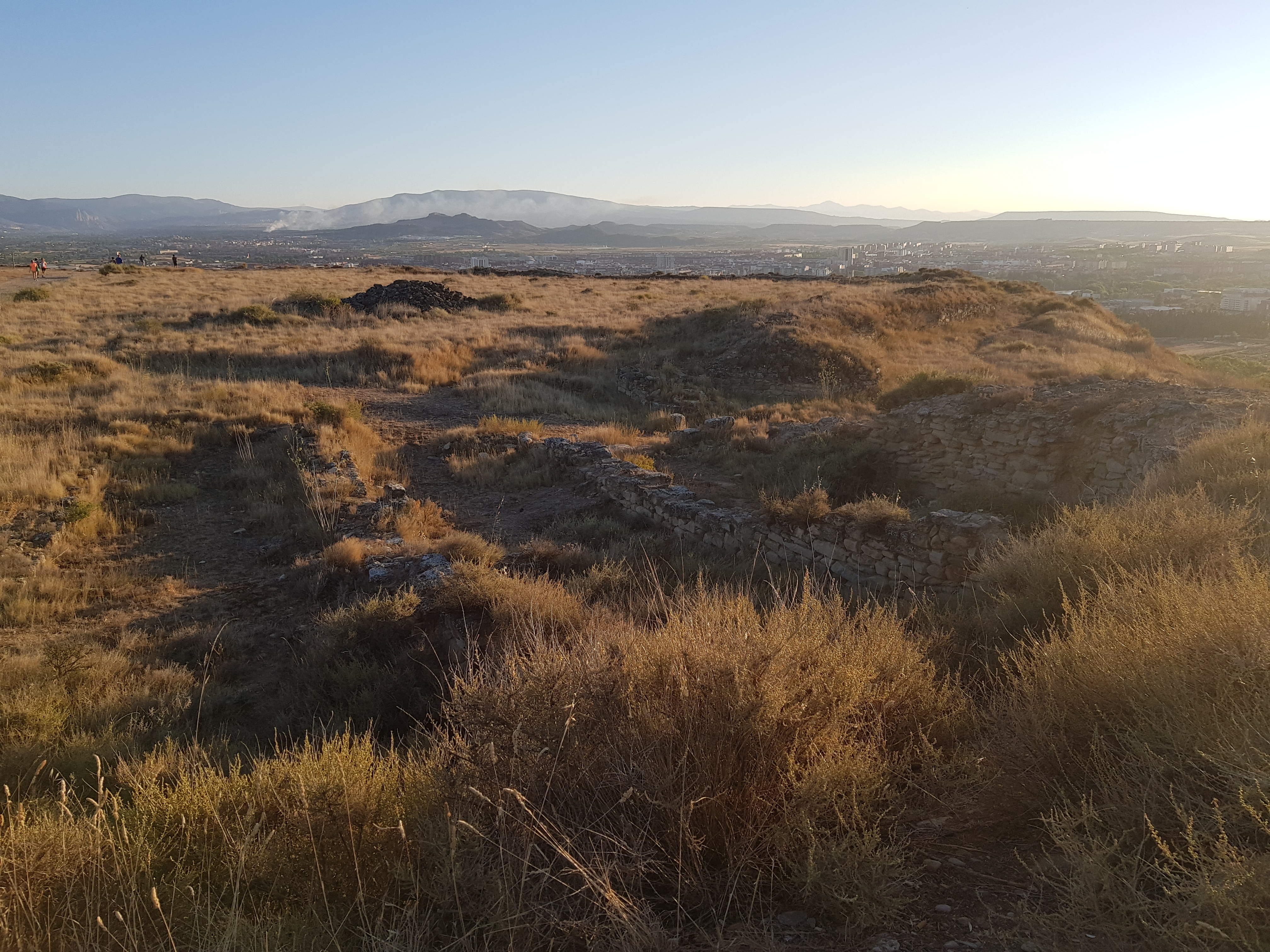
Ruinas en la cima del monte

La ocupación humana de este lugar se remonta al siglo IV a. C. ya que se han encontrado cerámicas beronas prerromanas. La habitabilidad del cerro tuvo importancia en los siglos XI y XII.
Una parte de la historia vinculada a este cerro quedó plasmada en la obra literaria La Vida de San Millán escrita por San Braulio, pero los sucesos ahí narrados han sido ampliamente discutidos en la comunidad científica, pasando a formar parte del acervo legendario.

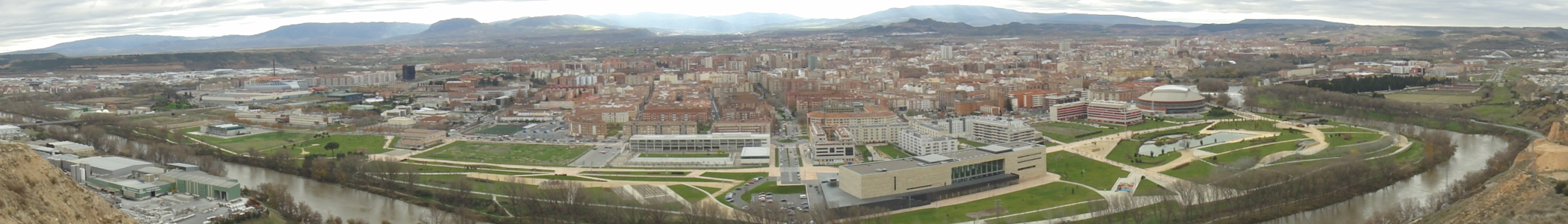
Vista panorámica a Logroño desde el Monte Cantabria.